# Poncey-sur-l'Ignon
Poncey-sur-l'Ignon är en kommun i departementet Côte-d'Or i regionen Bourgogne-Franche-Comté i östra Frankrike. Kommunen ligger i kantonen Saint-Seine-l'Abbaye som tillhör arrondissementet Dijon. År 2022 hade Poncey-sur-l'Ignon 82 invånare.

## Befolkningsutveckling
Antalet invånare i kommunen Poncey-sur-l'Ignon
Referens:INSEE